# Mishicot
Mishicot ist eine Gemeinde (mit dem Status „Village“) im Manitowoc County im US-amerikanischen Bundesstaat Wisconsin. Im Jahr 2010 hatte Mishicot 1442 Einwohner.

## Geografie
Mishicot liegt im Osten Wisconsins, beiderseits des East Twin River, einem Zufluss des rund 10 km östlich gelegenen Michigansees.
Die geografischen Koordinaten von Mishicot sind 44°14′21″ nördlicher Breite und 87°38′28″ westlicher Länge. Das Gemeindegebiet erstreckt sich über eine Fläche von 6,66 km². Die Gemeinde Mishicot wird vollständig von der Town of Mishicot umgeben, ohne dieser anzugehören.
Nachbarorte von Mishicot sind Tisch Mills (11,6 km nördlich), Two Rivers (11,5 km  südöstlich), Manitowoc (18,1 km südlich), Francis Creek (11,1 km südwestlich), Maribel (14,4 km westnordwestlich) und Denmark (20,9 km nordwestlich).
Die nächstgelegenen größeren Städte sind Green Bay am Michigansee (53,5 km nordwestlich), Wisconsins größte Stadt Milwaukee (151 km südlich), Chicago in Illinois (297 km in der gleichen Richtung), Wisconsins Hauptstadt Madison (225 km südwestlich) und Appleton (69,3 km westlich).

## Verkehr
Der Wisconsin State Highway 147 verläuft in Nordwest-Südost-Richtung als Hauptstraße durch Mishicot. Alle weiteren Straßen sind untergeordnete Landstraßen, teils unbefestigte Fahrwege sowie innerörtliche Verbindungsstraßen.
Die nächsten Flughäfen sind der Outagamie County Regional Airport bei Appleton (80,6 km westlich), der Austin Straubel International Airport in Green Bay (53,2 km nordwestlich) und der Milwaukee Mitchell International Airport in Milwaukee (161 km südlich).

## Bevölkerung
Nach der Volkszählung im Jahr 2010 lebten in Mishicot 1442 Menschen in 623 Haushalten. Die Bevölkerungsdichte betrug 216,5 Einwohner pro Quadratkilometer. In den 623 Haushalten lebten statistisch je 2,31 Personen.
Ethnisch betrachtet setzte sich die Bevölkerung zusammen aus 97,5 Prozent Weißen, 0,1 Prozent Afroamerikanern, 0,8 Prozent amerikanischen Ureinwohnern, 0,1 Prozent Asiaten, 0,1 Prozent Polynesiern sowie 0,6 Prozent aus anderen ethnischen Gruppen; 0,8 Prozent stammten von zwei oder mehr Ethnien ab. Unabhängig von der ethnischen Zugehörigkeit waren 0,9 Prozent der Bevölkerung spanischer oder lateinamerikanischer Abstammung.
21,5 Prozent der Bevölkerung waren unter 18 Jahre alt, 57,8 Prozent waren zwischen 18 und 64 und 20,7 Prozent waren 65 Jahre oder älter. 50,6 Prozent der Bevölkerung waren weiblich.
Das mittlere jährliche Einkommen eines Haushalts lag bei 50.365 USD. Das Pro-Kopf-Einkommen betrug 24.414 USD. 8,6 Prozent der Einwohner lebten unterhalb der Armutsgrenze.

## Bekannte Bewohner
- Edgar A. Jonas (1885–1965) – republikanischer Abgeordneter des US-Repräsentantenhauses (1949–1955) – geboren und aufgewachsen in Mishicot
- Joseph Rankin (1833–1886) – demokratischer Abgeordneter des US-Repräsentantenhauses (1883–1886) – lebte mehrere Jahre in Mishicot
- Jim Scheuer (* 1957) – Musikpädagoge und Komponist – geboren und aufgewachsen in Mishicot